# Форстер, Томас (1683—1738)
Томас Форстер из Аддерстон-холл, Нортумберленд (1683 — октябрь 1738) — английский землевладелец и политик-консерватор, заседавший в Палате общин с 1708 по 1716 год. Он служил генералом якобитской армии во время восстания 1715 года и впоследствии бежал во Францию.

## Ранняя жизнь
Он был крещен 29 марта 1683 года. Старший сын Томаса Форстера (1659—1725) из Аддерстона, члена Палаты общин от Нортумберленда с 1705 по 1708 год. Его матерью была Фрэнсис Форстер, дочь сэра Уильяма Форстера из замка Бамбург. Он получил образование в школе Ньюкасла и был принят в колледж Святого Иоанна в Кембридже 3 июля 1700 года . В 1701 году он унаследовал вместе со своей тетей Дороти Крю (женой лорда Крю, епископа Дарема) поместья. его дяди Фердинандо Форстера из Бамбурга и Бланчленда. Поместья имели значительные долги, и в 1704 году кредиторы возбудили иски в Канцелярии, чтобы заставить наследников продать их.

## Карьера
Томас Форстер был избран в качестве члена парламента от от Нортумберленда на выборах в Великобритании 1708 года. В 1709 году он и его тетя продали задолженность поместья мужу своей тети, епископу Крю, и у них осталась очень небольшая часть выручки. В 1710 году он проголосовал против импичмента доктора Сашеверелла. На выборах в Великобритании 1710 года он снова был избран в парламент от Нортумберленда и безуспешно пытался вернуть кандидатов-консерваторов в Бервик-апон-Твиде и Морпете. Он числился одним из «патриотов-консерваторов», выступавших против продолжения войны, и одним из «достойных патриотов», которые помогли обнаружить бесхозяйственность предыдущего министерства. Он поддержал усилия графа Хартфорда и Джеймса Лоутера, от партии вигов, по выдвижению законопроекта о регулировании торговли на границе с Шотландией. 18 июня 1713 года он проголосовал за законопроект о французской торговле. Его снова вернули на всеобщих выборах в Великобритании 1713 года, но он бездействовал в парламенте. Он был избран в парламент от Нортумберленда на выборах в Великобритании 1715 года, но его деятельность была направлена на поддержку дела якобитов.

## Восстание якобитов и изгнание
Форстеры были двоюродными братьями Рэдклиффов. Глава семьи лорд Дервентуотер, двоюродный брат Старого претендента, был лидером якобитского восстания 1715 года. Томас Форстер встретился с лордом Дервентуотером в Нортумберленде во главе 300 всадников и провозгласил новым королем Старого претендента в Уоркуорте после уклонения от ареста в Лондоне 21 сентября 1715 года по обвинению в «участии в замысле поддержать предполагаемое вторжение в королевство». После неудачной попытки взять Ньюкасл он присоединился к другому отряду повстанцев к северу от границы и отряду шотландской армии графа Мара.
Несмотря на отсутствие военного опыта, Томас Форстер, как протестант, был избран возглавить все якобитские силы в Англии. Под его руководством Ланселот Эррингтон захватил остров Линдисфарн. Форстер полагался на совет Генри Оксбурга, бывшего ирландского солдата. Якобиты двинулись на юго-запад из Нортумберленда в Ланкашир, но столкнулись с сходящимися силами британской армии под командованием Чарльза Уиллса и Джорджа Карпентера.
В ноябре 1715 года Томас Форстер потерпел тяжелое поражение в битве при Престоне и сдался. Он был заключен в тюрьму Ньюгейт, но бежал во Францию в 1716 году . Подробности его побега и текст королевской прокламации, предписывающей его арестовать, были опубликованы современным комментатором Бойером (1716). Он был схвачен и исключен из парламента 2 февраля 1716 года. Несколько его бывших товарищей, включая Дервентуотера и Оксбурга, были казнены.
Форстеру удалось добраться до Парижа, куда ему прислал деньги Уильям Дикконсон, казначей претендента. Затем он присоединился к английским якобитам при дворе Стюартов, где был назначен управляющим двора. Он был исключен из Акта о помиловании, и его брат Джон унаследовал Аддерстон-холл в 1725 году. Его племянник Томас заметил в переписке, что он питал «мало надежд» на то, что он «получит что-нибудь от наследства». После переезда Старого претендента из Рима в Авиньон он в октябре 1727 года вызвал туда Форстера.

## Смерть и наследие
Томас Форстер умер неженатым в Булони, Франция, 27 октября 1738 года в возрасте 55 лет. Его тело, первоначально похороненное в Булони, было возвращено в Англию и перезахоронено в Бамбурге 7 декабря.

## Оисание
В королевской прокламации 1716 года, предписывающей его арестовать, Томас Форстер был описан следующим образом: «Человек среднего роста, склонный к полноте, хорошего телосложения, за исключением того, что у него сутулые плечи, светлый цвет лица, широкий рот и довольно большой нос, глаза серые, говорит на северном диалекте».